# 前551年
| 千纪： | 前1千纪 |
| 世纪： | 前7世纪 \| 前6世纪 \| 前5世纪 |
| 年代： | 前580年代 \| 前570年代 \| 前560年代 \| 前550年代 \| 前540年代 \| 前530年代 \| 前520年代 |
| 年份： | 前556年 \| 前555年 \| 前554年 \| 前553年 \| 前552年 \| 前551年 \| 前550年 \| 前549年 \| 前548年 \| 前547年 \| 前546年                                                                            |
| 纪年： | 周灵王二十一年 魯襄公二十二年 齐庄公三年 晋平公七年 秦景公二十六年 宋平公二十五年 楚康王九年 卫殇公八年 陈哀公十八年 蔡景侯四十一年 曹武公四年 郑简公十五年 燕文公四年 吴王诸樊十年 杞孝公十六年 |

## 大事記
- 晋平公、齐庄公、魯襄公、宋平公、卫殇公、郑简公、曹武公、莒犂比公、邾悼公、薛献公、杞孝公、小邾穆公在沙随会盟。
- 楚国令尹公子追舒任用觀起，貪瀆無厭，楚康王殺公子追舒，車裂觀起。
- 欒盈从楚国投奔齐国。

## 出生
- 9月28日，孔子，中国历史的思想家、教育家，儒家学派的创始人。

## 逝世
- 叔老，魯国人
- 公子追舒，楚国人
- 弃疾，楚国人
- 子张，郑国人
- 子明，郑国人